# السيطرة على الفيضانات

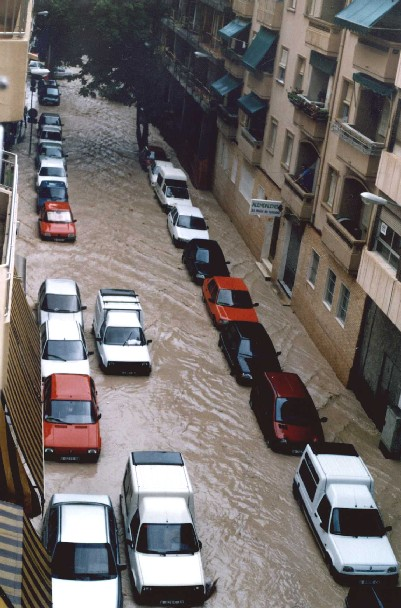
الفيضانات الخريفية في منطقة البحر الأبيض المتوسط في اليكانتي (إسبانيا)، 1997.

السيطرة على الفيضانات في كثير من البلدان في جميع أنحاء العالم، الأنهار المعرضة للفيضانات غالبا ما تدار بدقة. الدفاعات مثل السدود، الموانع والخزانات، والهدارات تستخدم لمنع اندفاع الأنهار عن مجراها. وعندما تفشل هذه الدفاعات، تستخدم تدابير للطوارئ مثل أكياس الرمل أو الأنابيب المحمولة والقابلة للنفخ. الفيضانات الساحلية وقد تم التصدي لها في أوروبا والأمريكتين مع الدفاعات الساحلية، مثل جدار البحر، وتغذية الشواطئ، وحاجز الجزيرة.

## أوروبا
لندن تمت الحماية من الفيضانات عن طريق حاجز ميكانيكى ضخم عبر نهر التايمز، والتي أثيرت عندما يصل منسوب المياه نقطة معينة (انظر حاجز التيمز). في أوروبا
البندقية بها ترتيب مماثل، على الرغم من أنها بالفعل غير قادرة على مواجهة المد العالي جدا. الدفاع في كل من لندن والبندقية سيكون غير كافي إذا كانت مستويات البحار أخذة في الارتفاع.

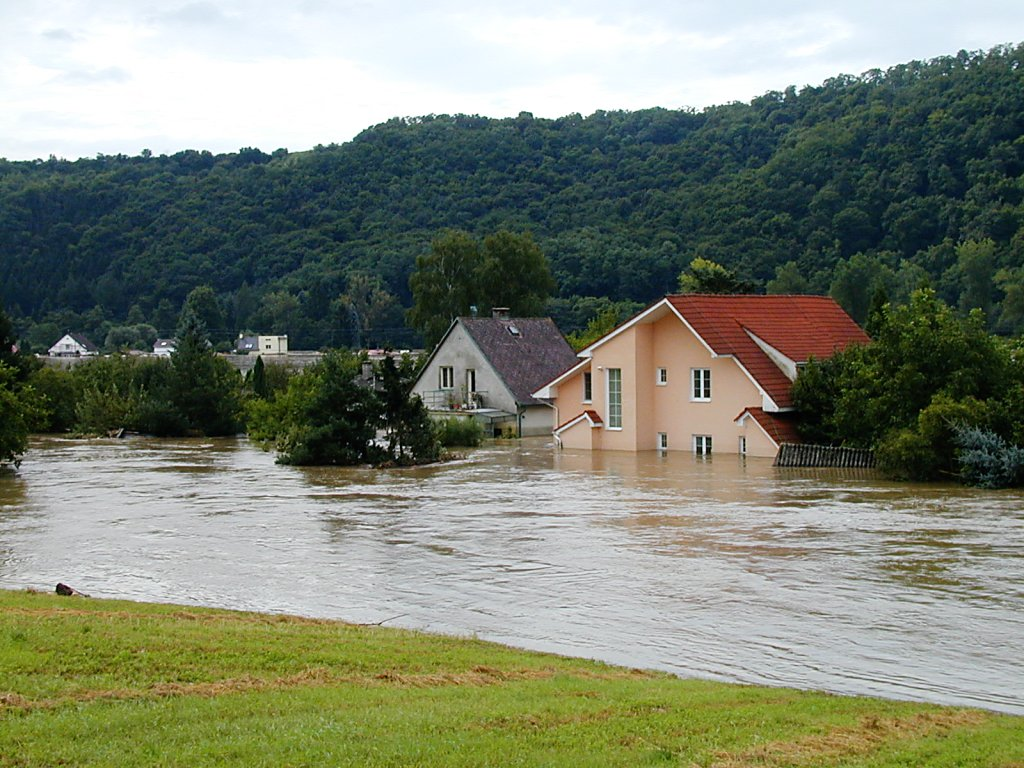
نهر بارونكا، جمهورية التشيك، وفاض في فيضان أوروبا عام 2002، ومنازل في قرية Hlásná Třebaň بارون المحلية، وغمرت بالمياه.

أكبر وأشهر وضع دفاعات الفيضانات يمكن العثور عليها في هولندا، حيث يشار إلى اعمال دلتا مع سد اوستريتشلد حيث الإنجاز الأكبر. وقد بنيت هذه الأعمال استجابة لفيضان بحر الشمال لعام 1953 من الجزء الجنوبي الغربي من هولندا. الهولندية قد تم بناء واحد من أكبر السدود في شمال البلاد : أفسلاوتدايك (اغلق في 1932).
حاليا مرفق سانت بطرسبورج المجمع للوقاية من الفيضانات من المتوقع أن تكتمل بحلول عام 2008، في روسيا، لحماية سانت بطرسبورج من العواصف الشديدة. كما أن له وظيفة مرورية رئيسية، لأنه يكمل الطريق الدائري حول مدينة سانت بطرسبرغ. إحدى عشرة سد تمتد لمساحة 25.4 كيلومترا، وترتفع ثمانية امتار فوق مستوى الماء.
في النمسا، الفيضانات لأكثر من 150 سنة، كانت تسيطر عليها بمختلف الأعمال لتنظيم فيينا لنهر الدانوب، والتجريف من الدانوب الأساسي خلال 1870-75، وإنشاء لنهر الدانوب الجديد في الفترة من 1972-1988.

## الأمريكتين

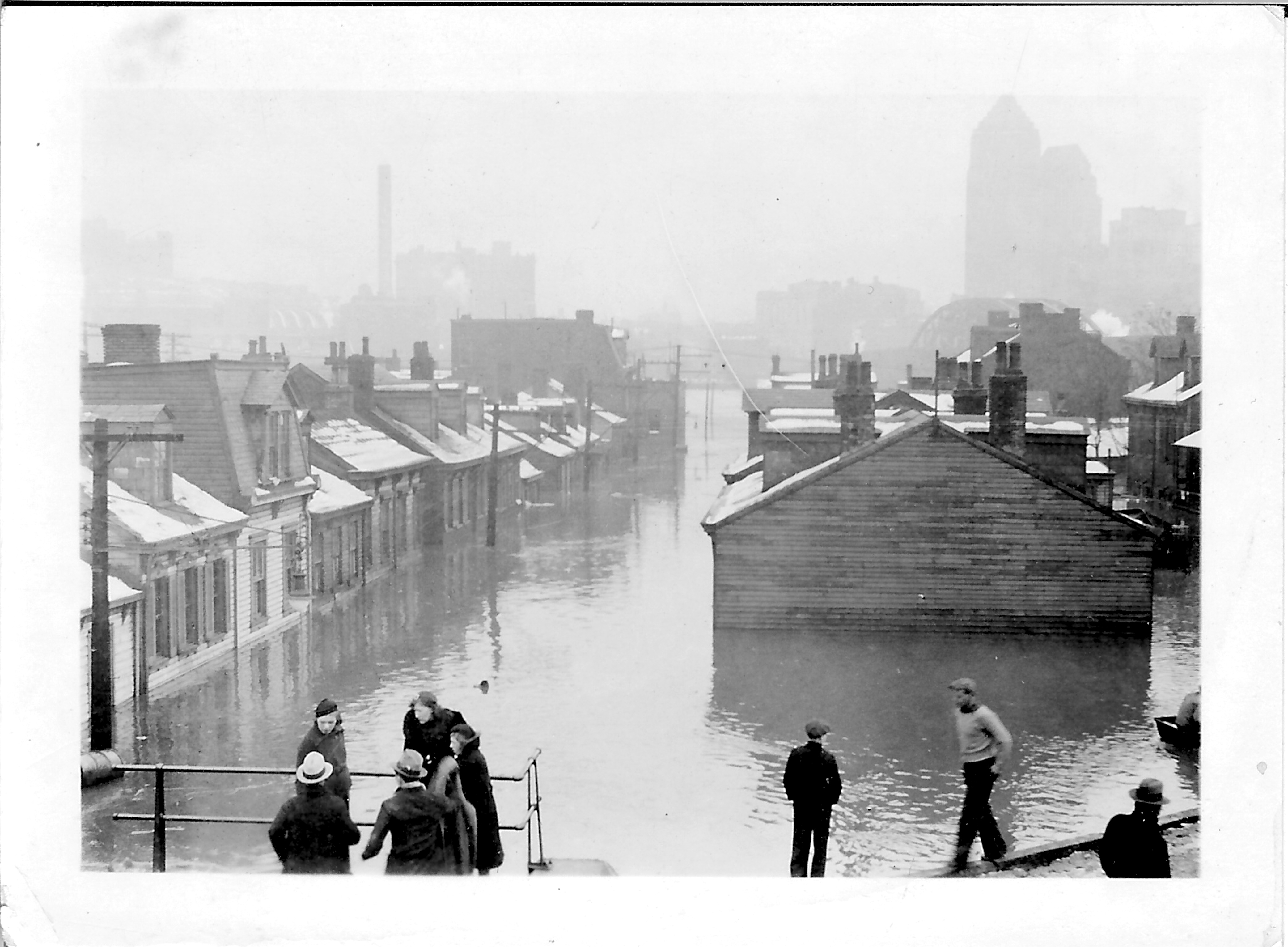
فيضان بيتسبرغ في 1936

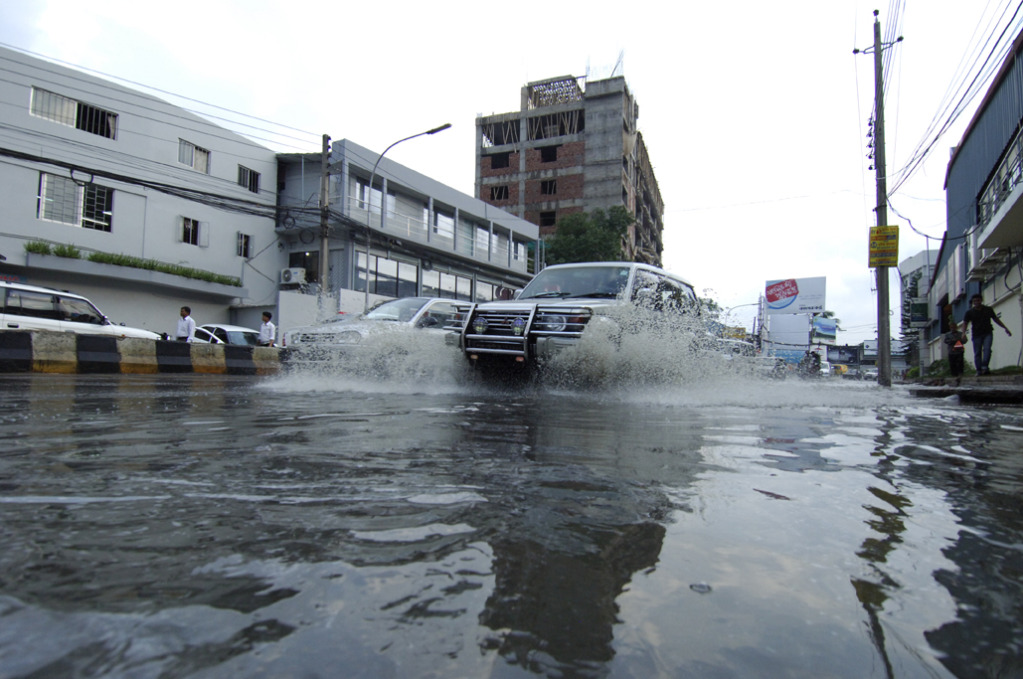
الفيضانات بالقرب من سنوكولمى واشنطن، 2009.

نظام آخر لدفاعات الفيضانات يمكن العثور عليها في كندا مقاطعة مانيتوبا. إن النهر الأحمر يتدفق شمالا من الولايات المتحدة، ومرورا عبر مدينة وينيبيغ (حيث يلقى نهر اسينبون)، ويصب في بحيرة وينيبيغ. كما هو الحال في كل الأنهار المتدفقة للشمال في المنطقة المعتدلة من نصف الكرة الشمالي، فان ذوبان الثلوج في الأجزاء الجنوبية قد تسبب ارتفاع منسوب النهر قبل ذوبان الجليد تماما في الاقسام الشمالية. هذا يمكن أن يؤدي إلى حدوث فيضانات مدمرة، كما حدث في وينيبيغ خلال ربيع 1950. لحماية المدينة من الفيضانات في المستقبل، تعهدت حكومة مانيتوبا بناء منظومة ضخمة من التحويلات، والسدود، ومجارى الفيضانات(بما في مجرى الفيضان قي النهر الأحمر وتحويل مرور البضائع). جعل هذا النظام وينيبيغ آمنة خلال فيضان 1997 الذي دمر العديد من المجتمعات من عكس مجرى النهر وينيبيغ، بما فيها غراند فوركس، داكوتا الشمالية ومدينة اجاثا ومانيتوبا.
في الولايات المتحدة، ومنطقة مدينة نيو اورليانز والتي يقع منها 35 ٪ تحت مستوى البحر، يتم حماية مئات الكيلومترات من السدود وبوابات الفيضانات. هذا النظام شهد فشل كارثي، في العديد من الأقسام، وخلال اعصار كاترينا في أجزاء من المدينة وأجزاء شرقية من منطقة مترو مما أدى إلى غمر حوالي 50 ٪ من منطقة العاصمة، وتتراوح ما بين بضعة سنتيمترات إلى 8.2 متر (بضعة بوصات إلى 27 قدما) في المجتمعات الساحلية.، في عمل من الأعمال الناجحة للوقاية من الفيضانات، الحكومة الاتحادية للولايات المتحدة عرضت شراء العقارات المعرضة للفيضانات في الولايات المتحدة، من أجل منع الكوارث المتكررة بعد فيضان عام 1993 على جميع أنحاء الغرب الأوسط. يقبل العديد من المجتمعات المحلية والحكومة، في شراكة مع الدولة، واشترت 25,000 من الممتلكات التي حولت إلى الأراضي الرطبة هذه الأراضي الرطبة بمثابة إسفنجة في العواصف وفي عام 1995، عندما حدثت الفيضانات مرة أخرى، لم تعد الحكومة تنفق الموارد في تلك المناطق.

## آسيا
في الصين مناطق تحويل الفيضانات هي المناطق الريفية والتي تغرق عمدا في حالات الطوارئ لحماية المدن.
وقد اقترح العديد ان فقدان الغطاء النباتي (إزالة الغابات) من شأنه أن يؤدي إلى زيادة خطر. مع الغطاء الغابى الطبيعى يجب أن تنخفض مدة الفيضانات. ان خفض معدل إزالة الغابات يجب أن يحسن نسبة حدوث وشدة الفيضانات.

## إفريقيا
في مصر، كلا من سد أسوان (1902) والسد العالي في أسوان (1976) كان يتحكم في كميات مختلفة من الفيضانات على طول نهر النيل.
- فيضان مدينة طنجة بشمال المغرب 23/10/2008 أدى إلى خسائر مادية ومعنوية لاحتوائها مصانع .

## التنظيف الوقائى للفيضانات
أجراءات التنظيف بعد الفيضانات التي غالبا ما تشكل مخاطر على العاملين والمتطوعين المشاركين في هذا الجهد. الأخطار المحتملة تشمل ما يلي: عن طريق المياه الملوثة والاختلاط بالمجارى والمخاطر الكهربائية، والتعرض لأول أكسيد الكربون، وأخطار الجهاز العضلي الهيكلي والحرارة أو البرد الشديد، والمخاطر المتعلقة بالسيارات ومخاطر الحرائق، والغرق، والتعرض لمواد خطرة. ونظرا لان المواقع المعرضة لكارثة الفيضان غير مستقرة عمال التنظيف قد تواجه حطام حاد خشن، والمخاطر البيولوجية في مياه الفيضان، والتعرض للخطوط الكهربائية، والدم أو سوائل الجسم الأخرى، والبقايا الحيوانية والبشرية. في مجال التخطيط والاستجابة للكوارث الفيضانات يزود المديرين العاملين بقبعات صلبة، نظارات واقية وقفازات العمل الشاق، وسترات النجاة، وحذاء للماء مع الصلب الأباضي والنعال.